# Smittinella rubrilingulata
Smittinella rubrilingulata is een mosdiertjessoort uit de familie van de Smittinidae. De wetenschappelijke naam van de soort is voor het eerst geldig gepubliceerd in 1956 door Rogick.